# فابريس غرينغ
فابريس غرينغ (بالفرنسية: Fabrice Grange) هو لاعب كرة قدم ومدرب كرة قدم فرنسي في مركز حراسة المرمى، ولد في 3 ديسمبر 1971 في Sainte-Foy-lès-Lyon ‏ في فرنسا. لعب مع أولمبيك ليون وراسينغ كولومب ونادي بوفيه.

## وصلات خارجية
- فابريس غرينغ على موقع قاعدة بيانات كرة القدم.إي يو (الإنجليزية)
- فابريس غرينغ على موقع عالم كرة القدم.نت (الإنجليزية)